# AZZURRAair
AZZURRAair was een Italiaanse luchtvaartmaatschappij. Ze was voor 49% eigendom van Air Malta en voor 51% van een Italiaanse investeringsgroep, en was in feite een Italiaanse zustermaatschappij van Air Malta. Ze werd opgericht in december 1995, maar het duurde nog een jaar voordat de maatschappij de toelating kreeg om te vliegen. Haar thuisbasis was aanvankelijk Bergamo. Later werd Milaan-Malpensa de belangrijkste hub. Ze vloog zowel binnenlandse als internationale chartervluchten en lijnvluchten voor Alitalia onder de vlag van Alitalia Express. De vloot bestond in 2002 uit: vier BAE Systems/AVRO RJ70s (overgenomen van Air Malta), drie RJ85s (gekocht door Air Malta voor AZZURRAair) en vier Boeing 737-700s. In 2003 kwamen er twee Airbus A320s bij.
In 2002 raakte bekend dat de maatschappij in geldnood kwam, en dat de Italiaanse aandeelhouders wilden verkopen. De Australische groep Integrated Airline Solutions (IAS) toonde interesse voor een overname maar dat ging niet door. In 2003 werd de Italiaanse "Seven Group" de hoofdaandeelhouder. AZZURRAair kondigde in november 2003 aan dat ze de Franse maatschappij Air Littoral ging overnemen, waarvoor ze elf miljoen euro diende te investeren. De maatschappij bleek echter in financiële moeilijkheden te zitten en in juli 2004 werd ze failliet verklaard. Het Italiaanse gerecht arresteerde de leiding van het bedrijf in 2005, op verdenking van frauduleus bankroet.